# HMS Rupert (K561)
«Руперт» (англ. HMS Rupert (K561) — військовий корабель, фрегат типу «Кептен» підтипу «Баклі» Королівського військово-морського флоту Великої Британії за часів Другої світової війни.

## Історія створення
Фрегат «Руперт» був закладений 25 серпня 1943 року на верфі американської компанії Bethlehem Hingham Shipyard у Гінгемі, як ескортний міноносець класу «Баклі». 31 жовтня 1943 року він був спущений на воду, а 24 грудня 1943 року переданий до Королівських ВМС Великої Британії, де увійшов до бойового складу флоту.

## Історія служби
Корабель брав участь у бойових діях на морі в Другій світовій війні, бився у Північній Атлантиці, біля берегів Франції, Англії, супроводжував атлантичні та арктичні конвої. В ході війни «Руперт» служив у ескортних групах супроводження транспортних конвоїв та був одним з протичовнових кораблів, на рахунку якого знищення у складі групи німецького підводного човна U-965.
27 квітня 1944 року британський фрегат «Редмілл» був серйозно пошкоджений західніше Мейо торпедами G7es німецького підводного човна U-1105. Рештки британського корабля були відбуксовані «Рупертом» до Північної Ірландії.
30 березня 1945 року U-965 був потоплений в Норт-Мінчі глибинними бомбами британських фрегатів «Конн» і «Руперт». Усі 51 члени екіпажу ворожого ПЧ загинули.